# Panicum loreum
Panicum loreum är en gräsart som beskrevs av Carl Bernhard von Trinius. Panicum loreum ingår i släktet vipphirser, och familjen gräs. Inga underarter finns listade i Catalogue of Life.